# Gaudije (splitski nadbiskup)
Gaudije (lat. Gaudinus, Gaudius) (Split, oko 1100. – Split, iza 1161.), splitski nadbiskup i metropolit (1136. – 1158.). Podrijetlom je iz ugledne splitske obitelji. Obnašao je svećeničku dužnost u crkvi sv. Anastazije i uživao njen beneficij.
Godine 1136. zaredio ga je u Ugarskoj ostrogonski nadbiskup, što je bilo u suprotnosti s crkvenim zakonom, zbog čega se zamjerio papi Inocentu II., jer je bio običaj da novi nadbiskup primi biskupski red u Rimu. Papa je oprostio Gaudiju učinjeni prekršaj 23. svibnja 1139. godine, na traženje kralja Hrvatske i Ugarske Bele II. te mu je poslao nadbiskupski palij podsredstvom legata Ubalda. Gaudiju je ujedno bila urućena i papinska bula kojom je papa zaštitio stare povlastice Splitske nadbiskupije i naredio svim dalmatinskim biskupima da se pokoravaju splitskom metropolitu i da se pokrajinski sinodi moraju isključivo u splitskoj katedrali.
Godine 1151. nepropisno je zaredio novog trogirskog biskupa Desu, zbog čega je papin legat 1153. godine obojicu svrgnuo s funkcije. Unatoč tome, kralj Gejza II. je i dalje smatrao Gaudija splitskim nadbiskupom. Novi splitski nadbiskup, Absalom, imenovan je tek 1158. godine, a Gaudije je, iako teško bolestan, doživio i dolazak drugog nadbiskupa, Petra Lombarda.

## Vanjske poveznice
- Gaudije - Hrvatski biografski leksikon

| Titule u Katoličkoj Crkvi | Titule u Katoličkoj Crkvi      | Titule u Katoličkoj Crkvi |
| ------------------------- | ------------------------------ | ------------------------- |
| prethodnik Grgur          | splitski nadbiskup 1136.–1158. | nasljednik Absalom        |